# Campionati mondiali juniores di sci alpino 1987
I Campionati mondiali juniores di sci alpino 1987, 6ª edizione della manifestazione organizzata dalla Federazione Internazionale Sci, si svolsero in Norvegia, a Hemsedal, e in Svezia, a Sälen, dal 20 al 26 marzo; il programma incluse gare di discesa libera, slalom gigante, slalom speciale e combinata, sia maschili sia femminili.

## Risultati

### Uomini

#### Discesa libera
| Pos. | Atleta             | Nazione        | Tempo   |
| ---- | ------------------ | -------------- | ------- |
| 1    | Urs Lehmann        | Svizzera       | 1:25,72 |
| 2    | Tommy Moe          | Stati Uniti    | 1:25,80 |
| 3    | Wolfgang Erharter  | Austria        | 1:25,86 |
| 4    | Roger Pramotton    | Italia         | 1:25,90 |
| 5    | Adrián Bíreš       | Cecoslovacchia | 1:25,91 |
| 6    | Kristian Ghedina   | Italia         | 1:25,92 |
| 7    | Thomas Wolf        | Svizzera       | 1:25,94 |
| 8    | Stefan Höller      | Austria        | 1:26,38 |
| 9    | Mario Summermatter | Svizzera       | 1:26,65 |
| 10   | Stefano Costazza   | Italia         | 1:26,94 |

Data: 26 marzo

Località: Hemsedal

#### Slalom gigante
| Pos. | Atleta               | Nazione        | Tempo   |
| ---- | -------------------- | -------------- | ------- |
| 1    | Thomas Wolf          | Svizzera       | 2:31,70 |
| 2    | Wolfgang Erharter    | Austria        | 2:32,30 |
| 3    | Adrián Bíreš         | Cecoslovacchia | 2:33,38 |
| 4    | Tommy Moe            | Stati Uniti    | 2:33,42 |
| 5    | Michael von Grünigen | Svizzera       | 2:33,46 |
| 6    | Patrick Holzer       | Italia         | 2:33,69 |
| 7    | Stephan Eberharter   | Austria        | 2:33,85 |
| 8    | Roger Pramotton      | Italia         | 2:33,97 |
| 9    | Vinzenz Wehrmeister  | Germania Ovest | 2:33,97 |
| 10   | Michael Haas         | Austria        | 2:34,00 |

Data: 22 marzo

Località: Sälen

#### Slalom speciale
| Pos. | Atleta               | Nazione        | Tempo   |
| ---- | -------------------- | -------------- | ------- |
| 1    | Roger Pramotton      | Italia         | 1:50,95 |
| 2    | Michael von Grünigen | Svizzera       | 1:51,16 |
| 3    | Adrián Bíreš         | Cecoslovacchia | 1:51,46 |
| 4    | Fabrizio Tescari     | Italia         | 1:52,00 |
| 5    | Wolfgang Erharter    | Austria        | 1:52,19 |
| 6    | Tobias Barnerssoi    | Germania Ovest | 1:52,75 |
| 7    | David Prétot         | Francia        | 1:53,21 |
| 8    | Thomas Rimml         | Austria        | 1:53,59 |
| 9    | Jani Grašič          | Jugoslavia     | 1:53,72 |
| 10   | Vinzenz Wehrmeister  | Germania Ovest | 1:54,05 |

Data: 21 marzo

Località: Sälen

#### Combinata
| Pos. | Atleta            | Nazione        |
| ---- | ----------------- | -------------- |
| 1    | Wolfgang Erharter | Austria        |
| 2    | Adrián Bíreš      | Cecoslovacchia |
| 3    | Roger Pramotton   | Italia         |

Data: 21-26 marzo

Località: Hemsedal, Sälen

Classifica stilata attraverso i piazzamenti ottenuti
in discesa libera, slalom gigante e slalom speciale

### Donne

#### Discesa libera
| Pos. | Atleta             | Nazione          | Tempo   |
| ---- | ------------------ | ---------------- | ------- |
| 1    | Marika Daxer       | Austria          | 1:29,50 |
| 2    | Sabine Ginther     | Austria          | 1:29,81 |
| 3    | Deborah Compagnoni | Italia           | 1:29,85 |
| 4    | Ol'ga Vedjaševa    | Unione Sovietica | 1:30,09 |
| 5    | Carola Spatschil   | Germania Ovest   | 1:30,40 |
| 6    | Roberta Serra      | Italia           | 1:30,83 |
| 7    | Régine Cavagnoud   | Francia          | 1:31,63 |
| 8    | Ingrid Stöckl      | Austria          | 1:31,76 |
| 9    | Linn Remmem        | Norvegia         | 1:31,83 |
| 10   | Nathalie Bouvier   | Francia          | 1:32,09 |

Data: 26 marzo

Località: Hemsedal

#### Slalom gigante
| Pos. | Atleta             | Nazione          | Tempo   |
| ---- | ------------------ | ---------------- | ------- |
| 1    | Deborah Compagnoni | Italia           | 2:22,07 |
| 2    | Petra Kronberger   | Austria          | 2:22,80 |
| 3    | Ol'ga Vedjaševa    | Unione Sovietica | 2:22,93 |
| 4    | Sabine Ginther     | Austria          | 2:23,27 |
| 5    | Elfi Eder          | Austria          | 2:23,45 |
| 6    | Régine Cavagnoud   | Francia          | 2:23,78 |
| 7    | Katjuša Pušnik     | Jugoslavia       | 2:24,05 |
| 8    | Nathalie Bouvier   | Francia          | 2:24,15 |
| 9    | Sally Knight       | Stati Uniti      | 2:24,25 |
| 10   | Ulrike Schäufele   | Svezia           | 2:24,32 |

Data: 20 marzo

Località: Sälen

#### Slalom speciale
| Pos. | Atleta                  | Nazione        | Tempo   |
| ---- | ----------------------- | -------------- | ------- |
| 1    | Ingrid Stöckl           | Austria        | 1:39,41 |
| 2    | Heidi Voelker           | Stati Uniti    | 1:39,74 |
| 3    | Kimberly Schmidinger    | Stati Uniti    | 1:39,84 |
| 4    | Katjuša Pušnik          | Jugoslavia     | 1:39,93 |
| 5    | Petra Kronberger        | Austria        | 1:39,99 |
| 6    | Monique Pelletier       | Stati Uniti    | 1:40,67 |
| 7    | Renate Oberhofer        | Italia         | 1:40,78 |
| 8    | Pavlina Schimmerová     | Cecoslovacchia | 1:41,44 |
| 9    | Sabine Ginther          | Austria        | 1:41,54 |
| 10   | Sandrine Girard-Berthet | Francia        | 1:42,87 |

Data: 21 marzo

Località: Sälen

#### Combinata
| Pos. | Atleta                  | Nazione          |
| ---- | ----------------------- | ---------------- |
| 1    | Sabine Ginther          | Austria          |
| 2    | Ol'ga Vedjaševa         | Unione Sovietica |
| 3    | Carola Spatschil        | Germania Ovest   |
| 4    | Kimberly Schmidinger    | Stati Uniti      |
| 5    | Heidi Voelker           | Stati Uniti      |
| 6    | Pavlina Schimmerová     | Cecoslovacchia   |
| 7    | Sandrine Girard-Berthet | Francia          |
| 8    | Beate Rohrer            | Germania Ovest   |
| 9    | Janne Ugelstad          | Norvegia         |
| 10   | Natal'ja Palčikova      | Unione Sovietica |

Data: 20-26 marzo

Località: Hemsedal, Sälen

Classifica stilata attraverso i piazzamenti ottenuti
in discesa libera, slalom gigante e slalom speciale

## Medagliere per nazioni
| Pos. | Nazione          | Oro | Argento | Bronzo | Totale |
| ---- | ---------------- | --- | ------- | ------ | ------ |
| 1    | Austria          | 4   | 3       | 1      | 8      |
| 2    | Svizzera         | 2   | 1       | 0      | 3      |
| 3    | Italia           | 2   | 0       | 2      | 4      |
| 4    | Stati Uniti      | 0   | 2       | 1      | 3      |
| 5    | Cecoslovacchia   | 0   | 1       | 2      | 3      |
| 6    | Unione Sovietica | 0   | 1       | 1      | 2      |
| 7    | Germania Ovest   | 0   | 0       | 1      | 1      |